# Baumhaueria melanograpta
Baumhaueria melanograpta là một loài ruồi trong họ Tachinidae.